# Knonau
Knonau (gzu. Chnoonau) – miejscowość i gmina (Politische Gemeinde) w północnej Szwajcarii, w kantonie Zurych, w okręgu (Bezirk) Affoltern.

## Demografia
W Knonau mieszka 2416 osób. W 2021 roku 17,7% populacji gminy stanowiły osoby urodzone poza Szwajcarią.

## Współpraca
Miejscowość partnerska:
- Abaliget, Węgry

## Transport
Przez teren gminy przebiegają autostrada A4 oraz droga główna nr 382.